# Kamencovna

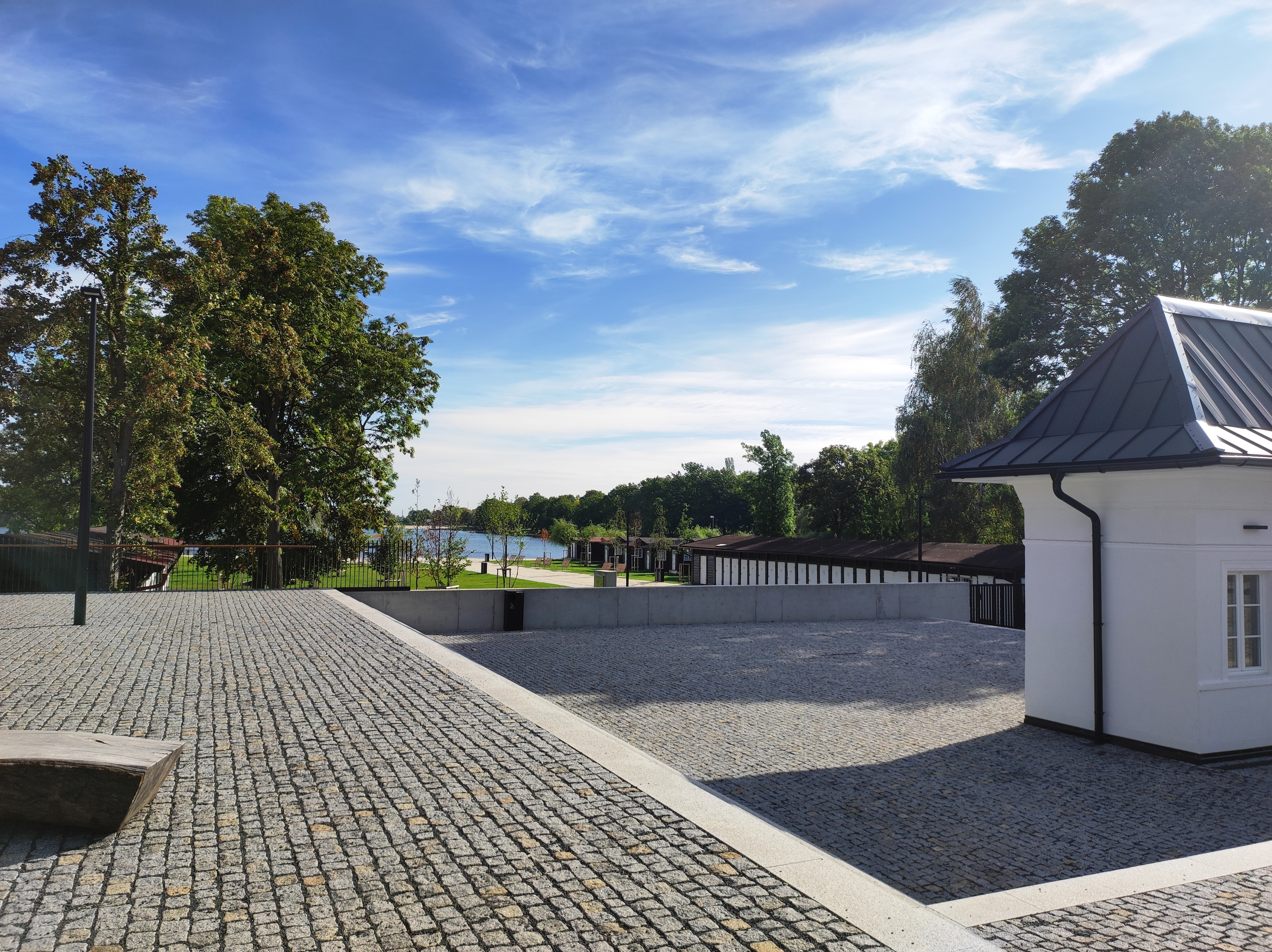
Blick von der früheren Ortslage zum See

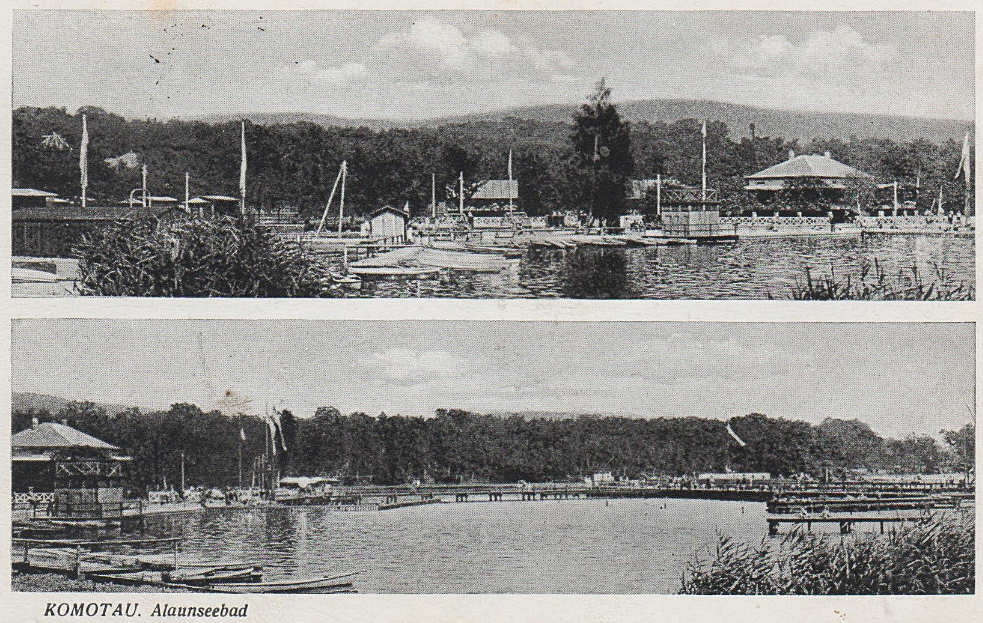
Komotau, Alaunseebad

Kamencovna (deutsch Alaunhütte)  war ein Weiler am Kamencové jezero (deutsch Alaunsee) bei Chomutov (deutsch Komotau) im Verwaltungsbezirk Ústecký kraj in Tschechien.

## Geschichte
Die Siedlung ging aus einem Ausflugsrestaurant hervor, das hier im Jahre 1855 von der Eigentümerin des benachbarten Alaunsees, der Braukommune der Stadt Komotau, inmitten der den See umgebenden Eichen- und Kastanienwäldern errichtet wurde. Das Restaurant verfügte über eine große Veranda und einem schattigen Biergarten und wurde rasch zu einem beliebten Ausflugsziel. Aufgrund des regen Zuspruches wurde einige Jahre später in unmittelbarer Nähe ein Badehaus mit zwölf Kabinen errichtet, zu denen das Wasser aus einer stark eisenhaltigen Quelle am Fuße des Komotauer Hutberges geleitet wurde. Damit wurde der Grundstein für den heute noch anhaltenden Badebetrieb am Alaunsee, der damals auch als Alaunhüttensee bezeichnet wurde, gelegt. 1882 entstand eine neue Kuranlage mit ärztlicher Betreuung und im folgenden Jahr wurde durch die Komotauer Braukommune mit dem Bau einer Bade- und Schwimmanstalt im Alaunsee neben dem inzwischen „Zur Schweizerhütte“ genannten Restaurant begonnen.
Beim Zensus von 1921 lebten in den drei Häusern von Alaunhütte / Kamencovna 24 Personen, davon 19 Deutsche und fünf Tschechen.
Von 1938/39 bis 1945 gehörte der Weiler Alaunhütte zur Stadt Komotau im Reichsgau Sudetenland und wurde dem Landkreis Komotau im Regierungsbezirk Eger zugeordnet. Im Ort lebten im Jahre 1940 5 Einwohner. Die Siedlung wurde 1952 aufgelöst. An ihrer Stelle wurden das Restaurant Tajga und Gebäude des Zooparks errichtet.